# Rafael Medina (wielrenner)
Rafael Medina (17 juli 1994) is een Venezolaans wielrenner.

## Carrière
In juni 2017 werd Medina, drie seconden achter winnaar Miguel Ubeto, tweede in het nationale kampioenschap op de weg. Later dat jaar won hij de achtste etappe in de Ronde van Venezuela, waar hij een achtervolgende groep van zes renners twee seconden voorbleef.

## Overwinningen
2017
8e etappe Ronde van Venezuela